# Shortdrink

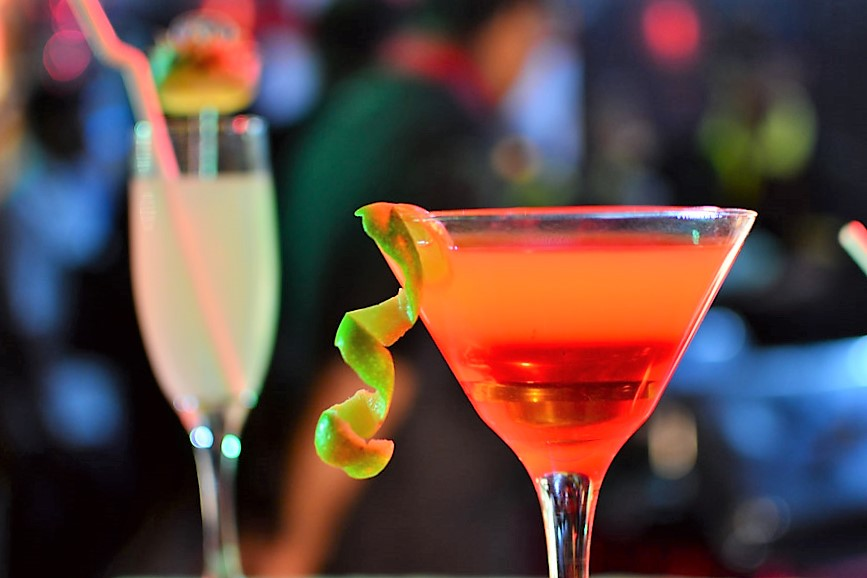
Shortdrinks, hier zwei verschiedene Cocktails

Der Shortdrink ist ein Mischgetränk mit einem Volumen von typischerweise 5 bis maximal 7 cl, in Ausnahmen bis maximal 10 cl. Die meisten klassischen Cocktails sind Shortdrinks. Es gibt vier typische Richtungen:
- Klassische stark alkoholische Shortdrinks
- Dessert-Cocktails
- Champagner-, Prosecco- und Sektmischungen
- Kurze

Die erste Gruppe basiert oft auf Wodka, Gin oder Whisky, sehr häufig ist dann die Zugabe von Wermut. Hierzu gehören insbesondere die Aperitife sowie die stärkeren Digestife. Sie werden oft mit Eis oder Soda verlängert. Wird die Flüssigkeitsmenge stark vergrößert, entsteht ein Longdrink – mit demselben absoluten, aber geringerem relativen Alkoholgehalt.
Zur zweiten Gruppe gehören die „alkoholschwächeren“ Digestife sowie Flips und Eggnogs.
Im Gegensatz dazu hat ein sogenannter Kurzer (auch Shooter oder Shot) in der Regel nur 2 bis 4 cl. Kurze sind in der Geschichte der Mixdrinks eine noch junge Modeerscheinung und werden meistens in Verbindung mit einem Ritual in einem Zug getrunken.